# Liechtensteiner Cup 2015/16
Der Liechtensteiner Cup 2015/16 (offiziell: FL1 Aktiv-Cup) war die 71. Austragung des Fussballpokalwettbewerbs der Herren in Liechtenstein. Der Wettbewerb wurde vom 25. August 2015 bis zum 4. Mai 2016 in fünf Runden im K.-o.-System ausgespielt. Titelverteidiger war der Rekordpokalsieger FC Vaduz, der wieder den Final erreichte und dieses mit 11:0 gegen den FC Schaan für sich entschied. Es war bei der 57. Finalteilnahme der insgesamt 44. Pokaltitel. Zudem erhielt der FC Vaduz die Teilnahme an der Qualifikation zur UEFA-Europa League 2016/17.

## Modus
Sämtliche Liechtensteiner Mannschaften, die am Schweizer Ligensystem teilnahmen, waren auch für den Liechtensteiner Cup gemeldet, das heisst, dass auch Zweit- und Drittmannschaften mitspielten. Dabei gab es bei der Auslosung der Begegnungen keine Einschränkungen, sodass auch Mannschaften desselben Vereins einander zugelost werden konnten.
Die Halbfinalisten der letzten Austragung stiegen erst im Viertelfinal ein, während von den restlichen vierzehn Mannschaften, jene zwei, die in höheren Ligen spielen, erst in der zweiten Runde eingriffen.

## Teilnehmende Mannschaften
17 Mannschaften waren für den Wettbewerb gemeldet:
| Super League (I) | 1. Liga (IV)                 | 2. Liga (VI)             | 3. Liga (VII)                                     | 4. Liga (VIII)                                       | 5. Liga (IX)                                                                      |
| ---------------- | ---------------------------- | ------------------------ | ------------------------------------------------- | ---------------------------------------------------- | --------------------------------------------------------------------------------- |
| FC Vaduz         | FC Balzers USV Eschen-Mauren | FC Triesen FC Vaduz U-23 | FC Balzers II FC Ruggell FC Schaan FC Triesenberg | USV Eschen-Mauren II FC Schaan Azzurri FC Triesen II | FC Balzers III USV Eschen-Mauren III FC Ruggell II FC Schaan II FC Triesenberg II |

## 1. Vorrunde
Die 1. Vorrunde fand am 25. und 26. August 2015 statt. Folgende Mannschaften hatten für diese Runde ein Freilos: USV Eschen-Mauren III, FC Ruggell II, FC Schaan II.
| Datum      |                   | Ergebnis |                      |
| ---------- | ----------------- | -------- | -------------------- |
| 25.08.2015 | FC Triesenberg II | 0:5      | USV Eschen-Mauren II |
| 25.08.2015 | FC Balzers III    | 0:6      | FC Schaan            |
| 25.08.2015 | FC Triesen II     | 1:3      | FC Balzers II        |
| 26.08.2015 | FC Triesen        | 1:4      | FC Balzers           |
| 26.08.2015 | FC Schaan Azzurri | 0:3      | FC Ruggell           |

## 2. Vorrunde
Die 2. Vorrunde fand vom 15. bis zum 30. September 2015 statt. Die Halbfinalisten des letzten Pokalwettbewerbs hatten für diese Runde ein Freilos (FC Vaduz, USV Eschen-Mauren, FC Vaduz U-23, FC Triesenberg).
| Datum      |                       | Ergebnis  |                      |
| ---------- | --------------------- | --------- | -------------------- |
| 15.09.2015 | FC Ruggell II         | 3:0       | USV Eschen-Mauren II |
| 16.09.2015 | FC Schaan             | 4:2 n. V. | FC Balzers           |
| 30.09.2015 | FC Schaan II          | 0:3       | FC Ruggell           |
| 30.09.2015 | USV Eschen-Mauren III | 1:4       | FC Balzers II        |

## Viertelfinal
Die Viertelfinals fanden zwischen dem 27. Oktober und dem 4. November 2015 statt.
| Datum      |               | Ergebnis  |                   |
| ---------- | ------------- | --------- | ----------------- |
| 27.10.2015 | FC Ruggell II | 0:6       | USV Eschen-Mauren |
| 03.11.2015 | FC Ruggell    | 0:4       | FC Vaduz          |
| 04.11.2015 | FC Balzers II | 1:0       | FC Vaduz U-23     |
| 04.11.2015 | FC Schaan     | 3:2 n. V. | FC Triesenberg    |

## Halbfinal
Die Halbfinals fanden am 5. und 6. April 2016 statt.
| Datum      |                   | Ergebnis              |           |
| ---------- | ----------------- | --------------------- | --------- |
| 05.04.2016 | USV Eschen-Mauren | 1:2                   | FC Vaduz  |
| 06.04.2016 | FC Balzers II     | 2:2 n. V. (3:5 i. E.) | FC Schaan |

## Final
Der Pokalfinal im Rheinpark Stadion fand am 4. Mai 2016 statt.
| Paarung        | FC Vaduz – FC Schaan |
| Ergebnis       | 11:0 (6:0) |
| Datum          | Mittwoch, 4. Mai 2016 um 18:30 Uhr (MESZ) |
| Stadion        | Rheinpark Stadion, Vaduz |
| Zuschauer      | 1'298 |
| Schiedsrichter | Nikolaj Hänni ( Schweiz) |
| Tore           | 1:0 Mauro Caballero (11.) 2:0 Mauro Caballero (13.) 3:0 Albion Avdijaj (20.) 4:0 Axel Borgmann (30.) 5:0 Ali Messaoud (43.) 6:0 Mauro Caballero (45.) 7:0 Manuel Sutter (68.) 8:0 Mauro Caballero (78.) 9:0 Pascal Schürpf (81.) 10:0 Manuel Sutter (85.) 11:0 Nicolas Hasler (90.) |
| 'FC Vaduz'     | Oliver Klaus – Nick von Niederhäusern, Mario Bühler, Levent Gülen, Axel Borgmann (46. Pascal Schürpf) – Diego Ciccone (46. Manuel Sutter), Nicolas Hasler , Ali Messaoud, Robin Kamber – Mauro Caballero, Albion Avdijaj (77. Armando Sadiku) Cheftrainer: Giorgio Contini          |
| FC Schaan      | Adrian Thomann – Milorad Nikolić (83. Kieran Walser), Thomas Hagmann, Matthias Quaderer (46. Binjamin Ismaili) – Fabio Quaderer, Lucas Eberle, Rui Almeida, Nurudeen Mohammed, Fabian Eberle (60. Andreas Schweiger), Burak Eris – Agim Zeciri Cheftrainer: Nathanael Staub         |
| Gelbe Karten   | keine – Milorad Nikolić (37.) |

## Torschützenliste
Bei gleicher Anzahl von Treffern sind die Spieler alphabetisch geordnet.
| Pl. | Name             | Team              | Tore |
| --- | ---------------- | ----------------- | ---- |
| 01. | Michael Bärtsch  | USV Eschen-Mauren | 5    |
| 02. | Agim Zeciri      | FC Schaan         | 4    |
| 02. | Mauro Caballero  | FC Vaduz          | 4    |
| 02. | Dragan Nikolic   | FC Schaan         | 4    |
| 05. | Antonio Scarlino | FC Balzers II     | 3    |